# 本徵函數
在数学中，函数空间上定义的线性算子 {\displaystyle A} 的本征函数（英語：Eigenfunction，又稱固有函数）就是对该空间中任意一个非零函数  {\displaystyle f} 进行变换仍然是函数 {\displaystyle f} 或者其标量倍数的函数。更加精确的描述就是
{\displaystyle {\mathcal {A}}f=\lambda f}
其中 λ 是标量，它是对应的特徵值。另外特徵值微分的解受到 {\displaystyle f} 边界条件的限制。当考虑限制条件的时候，只有特定的特徵值 {\displaystyle \lambda =\lambda _{n}}（{\displaystyle n=1,2,3,...}）对应于 {\displaystyle f=f_{n}} 的解（每个 {\displaystyle f_{n}} 对应于一个特徵值 {\displaystyle \lambda _{n}}）。分析 {\displaystyle A} 的最有效的方法就是检查其特徵向量是否存在。
例如，{\displaystyle f_{k}(x)=e^{kx}} 是微分算子
{\displaystyle {\mathcal {A}}={\frac {d^{2}}{dx^{2}}}-{\frac {d}{dx}},}
的特征函数，对于任意的 {\displaystyle k}，有对应的本征值 {\displaystyle \lambda =k^{2}-k}。如果在这个系统上加上限制条件，如在空间中某两个物理位置 {\displaystyle f=0}，那么只有特定的 {\displaystyle k=k_{n}} 才能满足这个限制条件，这样对应的离散本征值为 {\displaystyle \lambda _{n}=k_{n}^{2}-k_{n}}.
本徵函數在物理学的很多分支中都起着重要作用，其中一个重要的例子就是量子力学中的薛丁格方程
{\displaystyle i\hbar {\frac {\partial }{\partial t}}\psi ={\mathcal {H}}\psi }
的解的形式为
{\displaystyle \psi (t)=\sum _{k}e^{-iE_{k}t/\hbar }\phi _{k},}
其中 {\displaystyle \phi _{k}} 是特徵值为 {\displaystyle E_{k}} 的算子 {\displaystyle {\mathcal {H}}} 的特征函数。只有特定的与特征函数 {\displaystyle \phi _{k}} 相关的特徵值 {\displaystyle E_{k}} 满足薛丁格方程这样的事实引出了量子力学的自然基础以及元素周期表，每个 {\displaystyle E_{k}} 定义了一个允许存在系统能量状态。这个方程成功地解释了氢原子的谱特性被认为是20世纪物理学的一项巨大成就。
根据 哈密顿算子 {\displaystyle {\mathcal {H}}} 的特性，可以知道它的特征函数是正交函数。但是对于其它算子的特征函数可能并不是这样，如上面提及的 {\displaystyle A}。正交函数 {\displaystyle f_{i}}（{\displaystyle i=1,2,\dots ,}）有以下特性
{\displaystyle 0=\int f_{i}f_{j}}
其中 {\displaystyle i\neq j}，在这种情况下集合 {\displaystyle \{f_{i}\,|\,i\in I\}} 是线性无关的。